# (15809) 1994 JS
(15809) 1994 JS é um objeto transnetuniano localizado no cinturão de Kuiper. Está em uma ressonância orbital 3:5 com Netuno. Foi descoberto em 11 de maio de 1994 por David C. Jewitt e Jane Luu.
(15809) 1994 JS possui um semieixo maior de 42,177 UA e um período orbital de 273,91 anos. Atualmente está a 33,6 UA do Sol. Assumindo um albedo de 0,09, sua magnitude absoluta de 7,8 dá um diâmetro estimado de 121 km.